# Konkordat
Konkordat (łac. concordatum: uzgodniony) – umowa międzynarodowa zawierana między państwem a Stolicą Apostolską, która reguluje sprawy dotyczące obu stron (pozycja Kościoła katolickiego w danym państwie, zapewnienie wolności nauczania religii i wypełniania swojej misji, kwestie własności, ważności małżeństw sakramentalnych, wpływu władz państwowych na obsadę stolic biskupich itp.). Ponadto nazwa konkordat używana jest również jako nazwa techniczna na oznaczenie jakiejkolwiek umowy dwustronnej pomiędzy władzą kościelną i państwową.
Nazwa pochodzi z języka łacińskiego, od concordare – zgadzać się. Historycznie używano również innych nazw na oznaczenie tego rodzaju umów: concordia, pactum, pax, concordata, conventio, modus vivendi.
Ze względu na zakres regulowanych spraw, konkordaty można podzielić na:
- konkordaty całościowe – określające podstawowe zasady relacji oraz regulujące szeroki zakres spraw interesujący państwo i Kościół
- konkordaty parcjalne – regulujące wybrane zagadnienia w stosunkach państwa i Kościoła.

Konkordat, mimo że jest zawierany ze Stolicą Apostolską i dotyczy spraw katolików, najczęściej jest także podstawą do przyznania wyznawcom innych religii takich samych uprawnień jak te zapisane w konkordacie, np. małżeństwa kościelne 11 wyznań działających w Polsce na podstawie odrębnych ustaw są traktowane na równi z małżeństwami zawieranymi w urzędach stanu cywilnego.
W Polsce obecnie obowiązuje konkordat z 28 lipca 1993 roku.

## Lista konkordatów (niepełna)
| Konkordat                                 | Papież       | Strona umowy                                        | Data zawarcia        | Data wejścia w życie |
| ----------------------------------------- | ------------ | --------------------------------------------------- | -------------------- | -------------------- |
| Konkordat z Londynu                       | Paschalis II | Anglia – król Henryk I                              | 1 sierpnia 1107      |                      |
| Konkordat wormacki                        | Kalikst II   | Święte Cesarstwo Rzymskie – cesarz Henryk V         | 22 września 1122     |                      |
| Fürsten Konkordat                         | Eugeniusz IV | Święte Cesarstwo Rzymskie – elektorzy cesarstwa     | styczeń 1447         |                      |
| Konkordat wiedeński                       | Mikołaj V    | Święte Cesarstwo Rzymskie – cesarz Fryderyk III     | 7 kwietnia 1448      |                      |
| Konkordat boloński                        | Leon X       | Francja – król Franciszek I                         | 18 sierpnia 1516     |                      |
| Konkordat wschowski                       | Klemens XII  | Rzeczpospolita Obojga Narodów – król August III Sas | 10 lipca 1737        | 13 Sierpnia 1737     |
| Konkordat z Królestwem Hiszpanii          | Benedykt XIV | Hiszpania – król Ferdynand VI                       | 11 stycznia 1753     |                      |
| Konkordat z Republiką Francuską           | Pius VII     | Francja – konsul Napoleon Bonaparte                 | 15 lipca 1801        |                      |
| Konkordat z Królestwem Francji            | Pius VII     | Francja – król Ludwik XVIII                         | 11 czerwca 1817      |                      |
| Konkordat z Królestwem Bawarii            | Pius VII     | Bawaria – król Maksymilian I                        | 28 października 1817 |                      |
| Konkordat                                 | Pius IX      | Rosja – cesarz Mikołaj I                            | 3 sierpnia 1847      |                      |
| Konkordat z Królestwem Hiszpanii          | Pius IX      | Hiszpania                                           | 16 marca 1851        | 11 maja 1851         |
| Konkordat                                 | Pius IX      | Gwatemala                                           | 7 października 1852  |                      |
| Konkordat z Cesarstwem Austriackim        | Pius IX      | Austria – cesarz Franciszek Józef I                 | 5 listopada 1855     |                      |
| Konkordat                                 | Pius IX      | Haiti                                               | 28 marca 1860        |                      |
| Konkordat                                 | Pius IX      | Honduras                                            | 9 lipca 1861         |                      |
| Konkordat                                 | Pius IX      | Nikaragua                                           | 2 listopada 1861     |                      |
| Konkordat                                 | Pius IX      | San Salvador                                        | 22 kwietnia 1862     |                      |
| Konkordat                                 | Pius IX      | Wenezuela                                           | 26 lipca 1862        |                      |
| Konkordat                                 | Pius IX      | Ekwador                                             | 26 lipca 1862        |                      |
| Konkordat                                 | Leon XIII    | Ekwador                                             | 2 marca 1881         |                      |
| Konkordat                                 | Leon XIII    | Gwatemala                                           | 2 lipca 1884         |                      |
| Konkordat                                 | Leon XIII    | Kolumbia                                            | 31 grudnia 1887      |                      |
| Konkordat                                 | Leon XIII    | Ekwador                                             | 8 listopada 1890     |                      |
| Konkordat                                 | Pius XI      | Łotwa                                               | 30 maja 1922         | 3 listopada 1922     |
| Konkordat bawarski                        | Pius XI      | Bawaria                                             | 29 marca 1924        |                      |
| Konkordat z Rzecząpospolitą Polską        | Pius XI      | Polska                                              | 10 lutego 1925       | 2 lipca 1925         |
| Konkordat                                 | Pius XI      | Rumunia                                             | 10 maja 1927         |                      |
| Konkordat                                 | Pius XI      | Litwa                                               | 4 czerwca 1927       |                      |
| Konkordat                                 | Pius XI      | Kolumbia                                            | 5 maja 1928          |                      |
| Traktaty laterańskie                      | Pius XI      | Włochy                                              | 11 lutego 1929       | 7 czerwca 1929       |
| Konkordat                                 | Pius XI      | Austria                                             | 5 czerwca 1933       |                      |
| Reichskonkordat                           | Pius XI      | Niemcy                                              | 20 lipca 1933        |                      |
| Konkordat                                 | Pius XII     | Portugalia                                          | 7 maja 1940          |                      |
| Konkordat z Hiszpanią                     | Pius XII     | Hiszpania                                           | 27 sierpnia 1953     | 27 października 1953 |
| Konkordat                                 | Pius XII     | Dominikana                                          | 1958                 |                      |
| Konkordat                                 | Paweł VI     | Kolumbia                                            | 12 czerwca 1973      |                      |
| Konkordat z Rzecząpospolitą Polską        | Jan Paweł II | Polska                                              | 28 lipca 1993        | 25 kwietnia 1998     |
| Porozumienie Podstawowe z Państwem Izrael | Jan Paweł II | Izrael                                              | 30 grudnia 1993      | 10 marca 1994        |
| Porozumienie z Republiką Węgierską        | Jan Paweł II | Węgry                                               | 20 czerwca 1997      | 3 kwietnia 1998      |
| Osobiste porozumienie                     | Jan Paweł II | Izrael                                              | 10 listopada 1997    |                      |
| Traktat o katolickiej edukacji            | Jan Paweł II | Słowacja                                            | 13 maja 2004         | 9 lipca 2004         |
| Konkordat                                 | Jan Paweł II | Portugalia                                          | 18 maja 2004         |                      |
| Umowa całościowa                          | Benedykt XVI | Bośnia i Hercegowina                                | 19 kwietnia 2006     | 25 października 2007 |
| Konkordat                                 | Benedykt XVI | Brazylia                                            | 13 listopada 2008    |                      |
| Konkordat                                 | Benedykt XVI | Szlezwik-Holsztyn                                   | 12 stycznia 2009     |                      |